# 국제금융
국제금융(International finance)은 둘 이상의 국가 간의 화폐 및 거시경제적 상호 관계를 광범위하게 다루는 금융경제학의 한 분야이다. 국제 금융은 글로벌 금융 시스템, 국제 통화 시스템, 국제수지, 환율, 외국인 직접 투자의 역학을 조사하고 이러한 주제가 국제무역과 어떤 관련이 있는지 조사한다.
다국적 금융이라고도 불리는 국제 금융은 국제 금융 관리 문제와도 관련이 있다. 투자자와 다국적 기업은 거래노출, 경제적 노출, 번역 노출 등 정치적 리스크, 외환리스크 등 국제적 리스크를 평가하고 관리해야 한다.
국제 금융의 주요 개념으로는 먼델-플레밍 모형, 최적통화지역, 구매력 평가, 이자율 평가, 국제 피셔 효과 등이 있다. 국제 무역 연구는 주로 미시경제적 개념을 활용하는 반면, 국제금융 연구는 주로 거시경제적 개념을 연구한다.
국제 금융의 외환 및 정치적 위험 측면은 주로 통화를 발행하고, 자체 경제 정책을 수립하고, 세금을 부과하고, 국경을 넘어 사람, 상품 및 자본의 이동을 규제할 권리와 권한을 가진 주권 국가에서 비롯된다.

## 같이 보기
- 금융
- 글로벌 금융 시스템
- 국제경제학
- 국제통화제도
- 국제무역